# Pouy-sur-Vannes
Pour les articles homonymes, voir Vannes (homonymie).
Pouy-sur-Vannes est une commune française située dans le département de l'Aube en région Grand Est.

## Géographie

### Communes limitrophes
|                   | Bercenay-le-Hayer | Marcilly-le-Hayer |
| Courgenay (Yonne) | Pouy-sur-Vannes   | Marcilly-le-Hayer |
|                   | Bagneaux (Yonne)  | Planty            |

### Hydrographie
La commune est dans la région hydrographique « la Seine de sa source au confluent de l'Oise (exclu) » au sein du bassin Seine-Normandie. Elle est drainée par l'Alain, le Fossé 01 de la commune de Pouy-sur-Vannes, le Fossé 02 de la commune de Pouy-sur-Vannes, le Fossé 03 de la commune de Pouy-sur-Vannes et l'Alain,.
L'Alain, d'une longueur de 12 km, prend sa source dans la commune  et se jette  dans la Vanne à Molinons, après avoir traversé quatre communes.

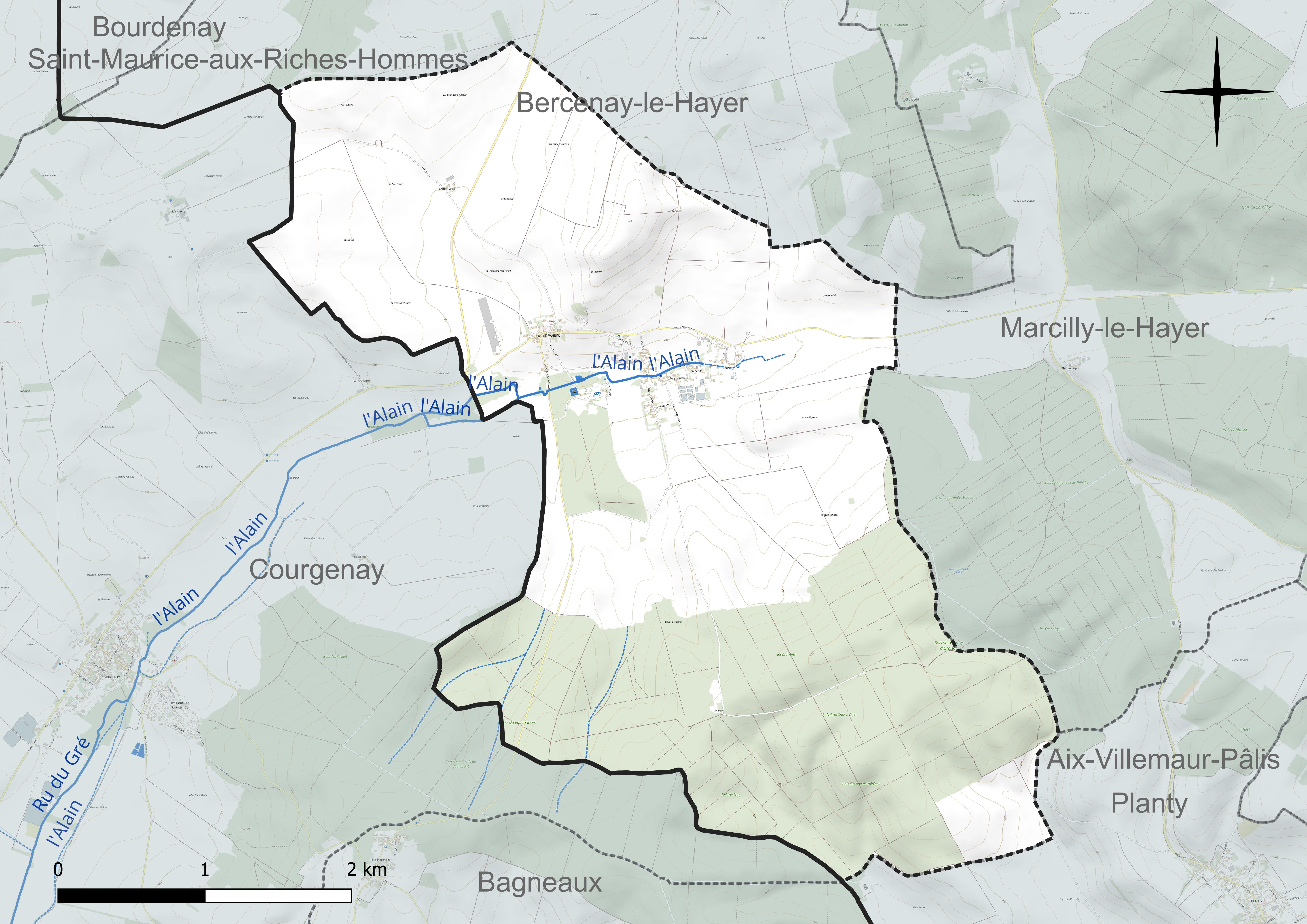
Réseau hydrographique de Pouy-sur-Vannes.

### Climat
Pour des articles plus généraux, voir Climat du Grand Est et Climat de l'Aube.
En 2010, le climat de la commune est de type climat océanique dégradé des plaines du Centre et du Nord, selon une étude du Centre national de la recherche scientifique s'appuyant sur une série de données couvrant la période 1971-2000. En 2020, Météo-France publie une typologie des climats de la France métropolitaine dans laquelle la commune est exposée à un climat océanique altéré et est dans la région climatique Nord-est du bassin Parisien, caractérisée par un ensoleillement médiocre, une pluviométrie moyenne régulièrement répartie au cours de l’année et un hiver froid (3 °C).
Pour la période 1971-2000, la température annuelle moyenne est de 10,5 °C, avec une amplitude thermique annuelle de 15,3 °C. Le cumul annuel moyen de précipitations est de 781 mm, avec 12,3 jours de précipitations en janvier et 8 jours en juillet. Pour la période 1991-2020, la température moyenne annuelle observée sur la station météorologique de Météo-France la plus proche, « Bouy-sur-Orvin », sur la commune de Bouy-sur-Orvin à 14 km à vol d'oiseau, est de 11,4 °C et le cumul annuel moyen de précipitations est de 635,9 mm. 
La température maximale relevée sur cette station est de 42,4 °C, atteinte le 25 juillet 2019 ; la température minimale est de −20,5 °C, atteinte le 17 janvier 1985,,.
Les paramètres climatiques de la commune ont été estimés pour le milieu du siècle (2041-2070) selon différents scénarios d'émission de gaz à effet de serre à partir des nouvelles projections climatiques de référence DRIAS-2020. Ils sont consultables sur un site dédié publié par Météo-France en novembre 2022.

## Urbanisme

### Typologie
Au 1er janvier 2024, Pouy-sur-Vannes est catégorisée commune rurale à habitat dispersé, selon la nouvelle grille communale de densité à 7 niveaux définie par l'Insee en 2022.
Elle est située hors unité urbaine et hors attraction des villes,.

### Occupation des sols
L'occupation des sols de la commune, telle qu'elle ressort de la base de données européenne d’occupation biophysique des sols Corine Land Cover (CLC), est marquée par l'importance des territoires agricoles (59,8 % en 2018), une proportion identique à celle de 1990 (59,8 %). La répartition détaillée en 2018 est la suivante :
terres arables (58,9 %), forêts (37,1 %), zones urbanisées (3,1 %), zones agricoles hétérogènes (0,9 %). L'évolution de l’occupation des sols de la commune et de ses infrastructures peut être observée sur les différentes représentations cartographiques du territoire : la carte de Cassini (XVIIIe siècle), la carte d'état-major (1820-1866) et les cartes ou photos aériennes de l'IGN pour la période actuelle (1950 à aujourd'hui).

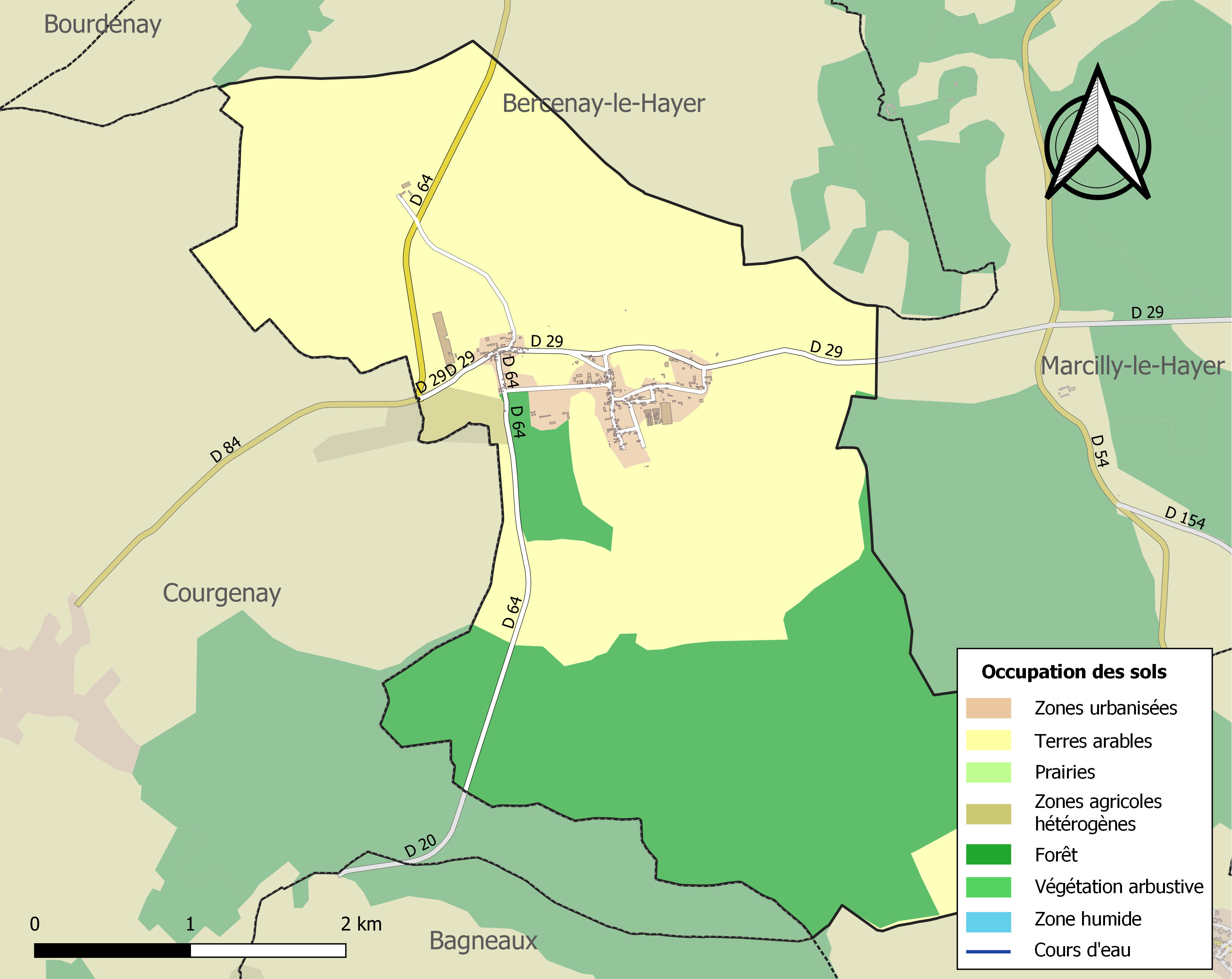
Carte des infrastructures et de l'occupation des sols de la commune en 2018 (CLC).

## Toponymie
Le village était fréquemment orthographié Poy. Le déterminant -sur-Vannes est moderne, et ne renvoie pas à la rivière qui s'orthographie sans "s" et ne passe pas par là.
Vanne est un toponyme désignant un « retranchement construit dans une rivière pour fermer le passage aux poissons ».

## Histoire
L'occupation humaine du territoire de Pouy est très ancienne comme en témoignent les polissoirs du Néolithique trouvés sur le finage de la commune. Deux de ces mégalithes sont aujourd'hui exposés dans la cour du musée de Troyes.

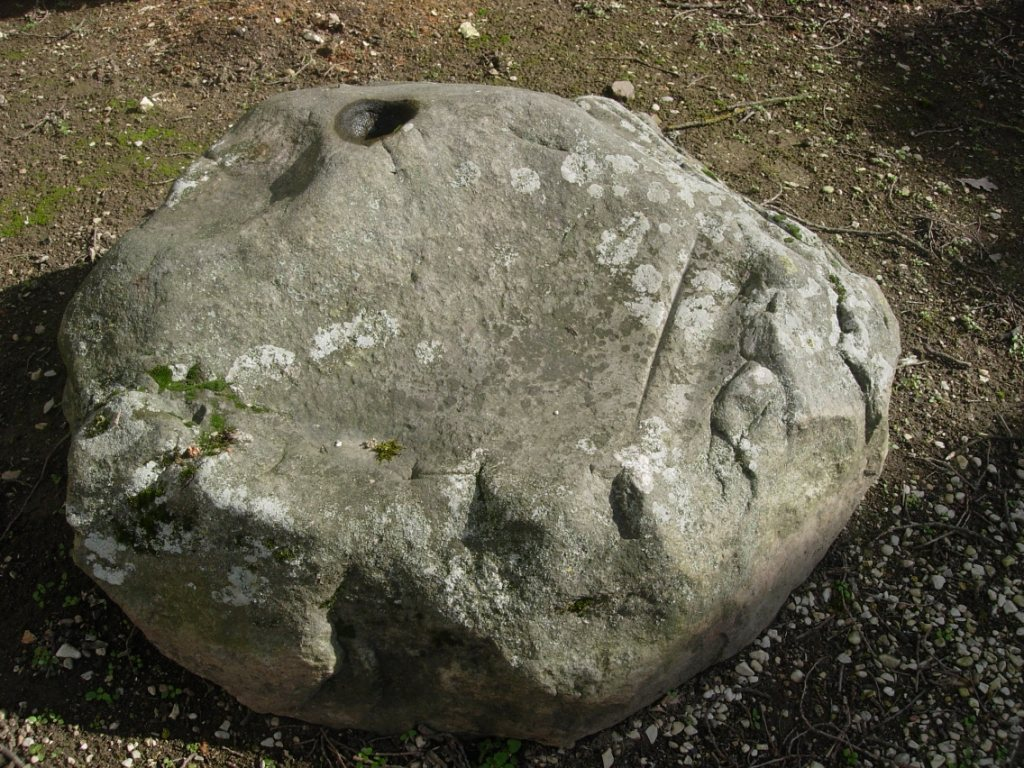
Polissoir no 2 de La Chesnaye Pouy-sur-Vannes déposé aux Musées de Troyes.

Le finage appartient au lignage de Trainel au XIIe siècle. Au XIIIe siècle, il est attribué à la branche aînée de la famille qui se fixe à Villeneuve-aux-Riches-Hommes, et aux aînés de ceux-ci titrés seigneurs de Foissy. La seigneurie de Pouy va dès lors être rituellement attribuée aux cadets jusqu'au début du XVe siècle.
La famille de Saint-Blaise occupe la seigneurie au XVIe siècle. Un membre apparenté de la famille de Bérulle se serait battu en duel dans les fossés, ce qui aurait ensuite contraint le fils de famille à se rendre à Paris et à y devenir robin. Les seigneurs disposent d'un château de briques entouré de fossés d'eau, et d'un domaine agricole.
La famille Le Bascle, détentrice de la seigneurie d'Argenteuil (dans le Tonnerrois), va détenir la seigneurie pendant plusieurs siècles.
À la limite du finage avec celui de Courgenay, la ferme de Beaulieu est érigée en fief au profit de la famille de Senneton. Celle-ci fournira des abbés à l'abbaye voisine de Vauluisant sous les règnes d'Henri de Navarre et de Louis XIII.
Deux soldats originaires de Pouy ont été tués en Espagne, avec Napoléon, l'un poignardé, l'autre de fièvre : ils sont inscrits à l'état civil de Pouy.
Par donation, l'institution de la Légion d'honneur devient la légataire de la dernière châtelaine de Pouy au cours du XXe siècle. Ses capacités hôtelières permettaient d'accueillir les légionnaires et leurs ayants droit. Vers 2012, le château et son domaine sont vendus par l'institution.

## Politique et administration
| Période                                  | Période  | Identité                                    | Étiquette | Qualité           |
| ---------------------------------------- | -------- | ------------------------------------------- | --------- | ----------------- |
| Les données manquantes sont à compléter. |          |                                             |           |                   |
| (maire en 1981)                          |          | Pierre Livin                                |           |                   |
| mars 2001                                | 2008     | Jeanine Senecat                             | DVD       |                   |
| mai 2008                                 | En cours | Jacky Richer Réélu pour le mandat 2020-2026 | LR        | Chef d'entreprise |

## Démographie
L'évolution du nombre d'habitants est connue à travers les recensements de la population effectués dans la commune depuis 1793. Pour les communes de moins de 10 000 habitants, une enquête de recensement portant sur toute la population est réalisée tous les cinq ans, les populations de référence des années intermédiaires étant quant à elles estimées par interpolation ou extrapolation. Pour la commune, le premier recensement exhaustif entrant dans le cadre du nouveau dispositif a été réalisé en 2004.

En 2022, la commune comptait 181 habitants, en évolution de +22,3 % par rapport à 2016 (Aube : +0,7 %, France hors Mayotte : +2,11 %).
| 1793 | 1800 | 1806 | 1821 | 1831 | 1836 | 1841 | 1846 | 1851 |
| ---- | ---- | ---- | ---- | ---- | ---- | ---- | ---- | ---- |
| 364  | 337  | 410  | 392  | 415  | 448  | 441  | 444  | 474  |

| 1856 | 1861 | 1866 | 1872 | 1876 | 1881 | 1886 | 1891 | 1896 |
| ---- | ---- | ---- | ---- | ---- | ---- | ---- | ---- | ---- |
| 503  | 483  | 429  | 436  | 440  | 399  | 390  | 385  | 340  |

| 1901 | 1906 | 1911 | 1921 | 1926 | 1931 | 1936 | 1946 | 1954 |
| ---- | ---- | ---- | ---- | ---- | ---- | ---- | ---- | ---- |
| 330  | 300  | 294  | 251  | 233  | 232  | 252  | 278  | 277  |

| 1962 | 1968 | 1975 | 1982 | 1990 | 1999 | 2004 | 2006 | 2009 |
| ---- | ---- | ---- | ---- | ---- | ---- | ---- | ---- | ---- |
| 252  | 226  | 198  | 179  | 170  | 136  | 145  | 142  | 145  |

| 2014 | 2019 | 2022 | - | - | - | - | - | - |
| ---- | ---- | ---- | - | - | - | - | - | - |
| 145  | 173  | 181  | - | - | - | - | - | - |

## Culture locale et patrimoine

### Lieux et monuments
- Château de Pouy-sur-Vannes
- Église Saint-Jean-Baptiste